# Toulicia guianensis
Toulicia guianensis är en kinesträdsväxtart som beskrevs av Jean Baptiste Christophe Fusée Aublet. Toulicia guianensis ingår i släktet Toulicia och familjen kinesträdsväxter. Inga underarter finns listade i Catalogue of Life.